# Franco Nicolazzi
Franco Nicolazzi (Gattico, 10 aprile 1924 – Arona, 22 gennaio 2015) è stato un partigiano e politico italiano, segretario del Partito Socialista Democratico Italiano dall'ottobre 1985 al marzo 1988.

## Biografia
Nato a Gattico, in provincia di Novara, partecipò alla Resistenza italiana unendosi alle brigate Matteotti, dove, a detta sua, è stato commissario della 9ª brigata nel Torinese e in Monferrato.
L'11 gennaio 1947 partecipò alla scissione di palazzo Barberini e la fondazione del Partito Socialista Democratico Italiano (inizialmente noto come Partito Socialista dei Lavoratori Italiani), sotto la guida di Giuseppe Saragat, in opposizione alla scelta del Partito Socialista Italiano di allearsi con il Partito Comunista Italiano nel cosiddetto Fronte Democratico Popolare.
È stato sindaco di Gattico, consigliere provinciale e vicepresidente della provincia di Novara.
È stato deputato alla Camera dal 1963 al 1992, ministro dell'industria, commercio e artigianato nel quinto governo Andreotti e poi Ministro dei lavori pubblici sino al 1987.
Nel PSDI, è stato vicesegretario con Pier Luigi Romita segretario (1976-1978), e segretario dal 1985 al 1988.
Ha legato la sua attività ministeriale all'introduzione del principio del "silenzio-assenso" per le autorizzazioni richieste alla Pubblica Amministrazione ed all'abrogazione della legge che vietava in Italia la costruzione di nuove opere autostradali, facendosi poi promotore della realizzazione di nuove opere viarie tra le quali l'autostrada Voltri-Gravellona Toce e l'ampliamento della Tangenziale di Milano.
Fra il 1984 e il 1986 ha ricoperto anche il ruolo di presidente del Novara Calcio.

### Ritiro dalla politica
Durante l'inchiesta giudiziaria Tangentopoli fu condannato dal Tribunale di Roma a due anni e otto mesi di reclusione (di cui due coperti da indulto e condonati) per concussione nell'ambito del processo per il cosiddetto scandalo delle "carceri d'oro", relativo a tangenti versate ai politici sugli appalti per la costruzione di penitenziari; ciò causò il suo ritiro dalla vita politica attiva.
Dal 2006 Nicolazzi è stato presidente della Fondazione Giuseppe Saragat.
L'11 dicembre 2010 è stato insignito della cittadinanza onoraria di Gravellona Toce.
In vista della elezioni europee del 2014, Nicolazzi auspica che l'allora Presidente del Consiglio e segretario del PD Matteo Renzi riesca a mette in pratica "quello che ha in mente", nonostante il suo stesso partito non sia compatto. Nella medesima occasione difende il periodo della Prima Repubblica e critica la politica moderna «A quell’epoca, anche tra gli avversari più acerrimi sotto il profilo politico e delle idee, c’erano due atteggiamenti che oggi sono in via di estinzione: il rispetto reciproco e la capacità di rinunciare a qualcosa e di trovare un accordo per il bene comune».
È morto all'età di 90 anni, nella notte fra il 21 e il 22 gennaio 2015, nella clinica "San Carlo" ad Arona dov'era ricoverato da alcuni giorni in seguito a un malore avuto il 3 gennaio.

## Vita privata
Era appassionato di lettura, partite a scopone e della Juventus.